# 20è Festival Internacional de Cinema de Berlín
El 20è Festival Internacional de Cinema de Berlín va tenir lloc entre el 26 de juny i el 7 de juliol de 1970. El festival va obrir amb Klann – grand guignol de Patrick Ledoux. Tanmateix, el 5 de juliol la competició va ser cancel·lada i no s'atorgaren premis, a causa de la controvèrsia arran la participació de la pel·lícula antibèl·lica de Michael Verhoeven o.k.

## Jurat
Es va anunciar que el jurat del festival estaria format per les següents persones:
- George Stevens (president)
- Klaus Hebecker
- David Neves
- Véra Volmane
- Billie Whitelaw
- Alberto Lattuada
- Dušan Makavejev
- Gunnar Oldin
- Manfred Durniok

## Pel·lícules en competició
Les següents pel·lícules van competir per l'Os d'Or:
| Títol original                    | Director(s)              | País         |
| --------------------------------- | ------------------------ | ------------ |
| Aranyer Din Ratri                 | Satyajit Ray             | Índia        |
| Baltutlämningen                   | Johan Bergenstråhle      | Suècia       |
| Black Out                         | Jean-Louis Roy           | Suïssa       |
| Borsalino                         | Jacques Deray            | França       |
| Chi no mure                       | Kei Kumai                | Japó         |
| Dionysus in '69                   | Brian De Palma           | Estats Units |
| El chacal de Nahueltoro           | Miguel Littín            | Xile         |
| El extraño caso del doctor Fausto | Gonzalo Suárez           | Espanya      |
| En kärlekshistoria                | Roy Andersson            | Suècia       |
| Il conformista                    | Bernardo Bertolucci      | Itàlia       |
| Klann – grand guignol             | Patrick Ledoux           | Bèlgica      |
| L'urlo                            | Tinto Brass              | Itàlia       |
| L'Eden et après                   | Alain Robbe-Grillet      | França       |
| La ragazza di nome Giulio         | Tonino Valerii           | Itàlia       |
| Le temps de mourir                | André Farwagi            | França       |
| Los herederos                     | David Stivel             | Argentina    |
| O Profeta da Fome                 | Maurice Capovila         | Brasil       |
| o.k.                              | Michael Verhoeven        | RFA          |
| Ore'ach B'Onah Metah              | Moshé Mizrahi            | Egipte       |
| Os deuses E Os Mortos             | Ruy Guerra               | Brasil       |
| Out of It                         | Paul Williams            | Estats Units |
| Warum läuft Herr R. Amok?         | Rainer Werner Fassbinder | RFA          |